# Barbara Hibbs Blake
Barbara Hibbs Blake, geboren als Barbara Jo Hibbs, (geboren am 6. August 1937 in Roseburg, Oregon; gestorben am 18. August 2019 in Cape Cod, Massachusetts) war eine amerikanische Säugetierforscherin und Hochschullehrerin.

## Biographie
Barbara Jo Hibbs wurde 1937 als Tochter von Gordon Reid Hibbs und der Krankenschwester Marybelle Hauskins Hibbs (später Ramsby) in Roseburg in Oregon geboren. Sie wuchs bei ihrer Mutter und ihrem Stiefvater Lawrence Ramsby, einem Schiffskapitän, in Portland auf und machte 1959 ihren Abschluss an der Portland State University. Barbara heiratete Anthony Blake, den sie als Promotionsstudenten als Chemieingenieur kennenlernte, und unterbrach ihr Doktoratsstudium aufgrund der Geburt ihrer ersten Tochter Virginia im Jahr 1963. Sie schloss die Doktorarbeit über physiologische Untersuchungen an bodenlebenden Hörnchenarten 1967 bei dem Entomologen Charles Lee Remington mit dem Titel A comparative study of energy and water conservation throughout the annual cycle in ground dwelling Sciuridae (deutsch: Eine vergleichende Studie zur Energie- und Wassererhaltung während des Jahreszyklus bei bodenbewohnenden Sciuridae) ab. 1968 kam ihre zweite Tochter Elizabeth zur Welt.

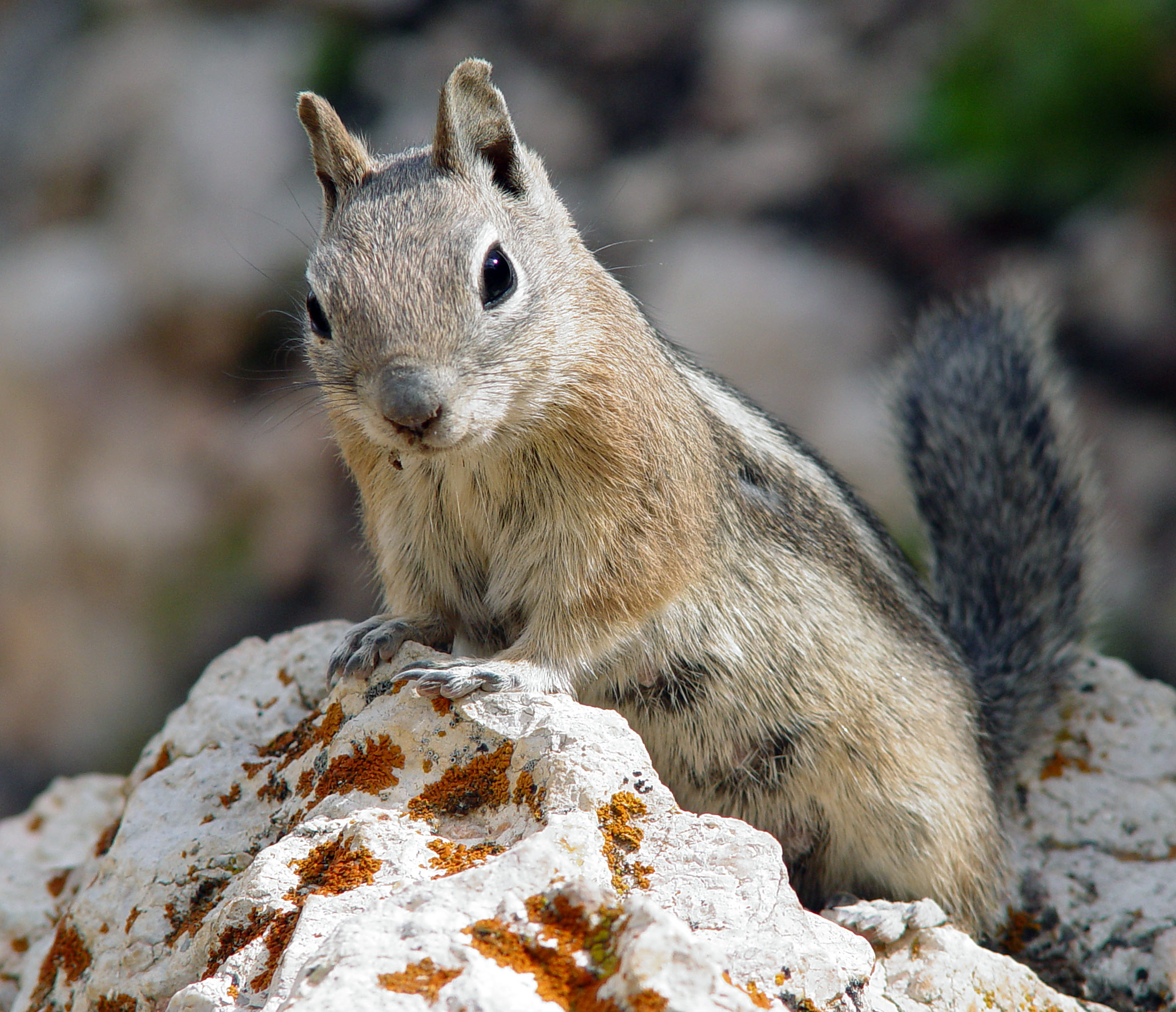
Barbara Hibbs Blake arbeitete u. a. an der Aufklärung der Physiologie der Goldmantelziesel (Callospermophilus lateralis)

Von 1970 bis 1972 arbeitete Barbara Blake als Laborleiterin an der Drew University in New Jersey. Da die Arbeit ihren Mann zunächst nach Deutschland und dann nach England führte, arbeitete sie erst von 1972 bis 1974 am Zoologischen Institut der Universität Hamburg, von 1974 bis 1976 am British Museum of Natural History und von 1978 bis 1983 am Queen Mary College der Universität London. Im Jahr 1983 wurde Tony zu einer Exxon-Tochtergesellschaft in Greensboro in North Carolina versetzt und Barbara nahm eine Stelle am Bennett College in Greensboro an, einem privaten, historisch schwarzen Liberal-Arts-College für Frauen, wo sie von 1984 bis 2000 als Assistenz- und außerordentliche Professorin tätig war. Am College erhielt sie nur wenig Unterstützung für ein Programm zur Fortsetzung ihrer Forschung, daher nahm sie eine Stelle als Lehrbeauftragte an der University of North Carolina in Greensboro an, wo sie eine enge Beziehung zu den Biologiedozenten pflegte und in zahlreichen Beratungsausschüssen für Doktoranden mitwirkte.
Sie war Mitglied der wissenschaftlichen Berufsvereinigung Sigma Xi und der American Society of Mammalogists (ASM). Dort war sie ab 1969 aktiv, unter anderem in mehreren Arbeitsgruppen und im Board of Directors. Bevor sie im Jahr 2000 am Bennett College in den Ruhestand ging, war sie Mitherausgeberin des Journal of Mammalogy von 1993 bis 1996 und leitende Redakteurin von Mammalian Species von 1996 bis 1998. Für Mammalian Species beaufsichtigte sie die Veröffentlichung von 86 Berichten und begann mit der Einführung des elektronischen Redaktions- und Einreichungsverfahrens für diese Reihe. Im Jahr 2007 erhielt Barbara den Hartley H. T. Jackson Award für langjährige und herausragende Dienste für die American Society of Mammalogists.
Nach ihrem Ausscheiden aus dem Bennett College baute sie ihre Beziehungen zur University of North Carolina in Greensboro aus und erhielt dort ein Büro als Gastbiologin. Mit dieser Unterstützungsstruktur im Rücken konnte sie ihre ehrenamtlichen Beiträge zur American Society of Mammalogists ausweiten. Sie wurde erneut stellvertretende Redakteurin für das Journal of Mammalogy und wurde dann Redakteurin von 2001 bis 2006. Sie wurde zudem Redakteurin für Special Features von 2006 bis 2016. 2017 schuf die Gesellschaft für sie die Position einer Redaktionsassistentin, die sie bis zu ihrem Tod besetzte. Sie kümmerte sich um die Sicherstellung spanischer oder portugiesischer Übersetzungen für Zusammenfassungen von JM-Artikeln, die sich mit Mittel- und Südamerika befassen, und verwaltete ein Netzwerk von Freiwilligen, die nicht englische Muttersprachler bei der Verbesserung ihrer Manuskripte unterstützen.

## Forschung
Die Forschungsinteressen lagen im Bereich des Verhaltens und der physiologischen Ökologie von Kleinsäugern, wie ihre Doktorarbeit (Wasser- und Energieerhaltung bei bodenbewohnenden Sciuridae) und ihre Veröffentlichungen von 1967 bis 2018 belegen. Von 1989 bis 1993 wurden ihre Studien über Lautäußerungen und Ultraschallkommunikation und Stoffwechselkosten bei Wühlmäusen durch ein Stipendium der National Institutes of Health unterstützt. Am Bennett College erhielt sie nur wenig Unterstützung für ein Forschungsprogramm, daher nahm sie eine Stelle als Lehrbeauftragte an der University of North Carolina in Greensboro (UNC-G) an, wo sie enge Beziehungen zu den Biologiedozenten pflegte und in zahlreichen Beratungsausschüssen für Doktoranden mitwirkte.

## Veröffentlichungen (Auswahl)
Ihre physiologischen Forschungen bei Hörnchen führten zu zahlreichen wissenschaftlichen Artikeln zu dieser Tiergruppe. Später untersuchte sie die Lautäußerungen von Wühlmäusen und publizierte auch dazu.
- Water and energy conservation in ground-dwelling Sciuridae. Dissertation, Yale University 1967.
- Hibernation in mammals. Discovery, Peabody Museum of Natural History, 1967.
- The annual cycle and fat storage in two populations of golden-mantled ground squirrels. Journal of Mammalogy 53 1973; S. 157–167. doi:10.2307/1378836.
- The effects of kidney structure and the annual cycle on water requirements in golden-mantled ground squirrels and chipmunks. Comparative Biochemistry and Physiology Part A: Physiology 58, 1977; S. 413–419. doi:10.1016/0300-9629(77)90165-7.
- Reproduction in captive water voles, Arvicola terrestris. Journal of Zoology 198, 1982; S. 524–529.
- mit K. Elizabeth Gillett: Reproduction of Asian chipmunks (Tamias sibiricus) in captivity. Zoo Biology 3, 1984; S. 47–63. doi:10.1002/zoo.1430030106.
- Estrous cycle and related aspects of reproduction in captive Asian chipmunks, Tamias sibiricus. Journal of Mammalogy 69, 1988; S. 598–603. doi:10.2307/1381352.
- Estrous calls in captive Asian chipmunks, Tamias sibiricus. Journal of Mammalogy 73, 1992; S. 597–603. doi:10.2307/1382031
- Ultrasonic vocalization and body temperature maintenance in infant voles of three species (Rodentia: Arvicolidae). Developmental Psychobiology: The Journal of the International Society for Developmental Psychobiology 25, 1992; S. 581–96. doi:10.1002/dev.420250805
- Ultrasonic calling in isolated infant prairie voles (Microtus ochrogaster) and montane voles (M. montanus). Journal of Mammalogy 83, 2002; S. 536–545. doi:10.1644/1545-1542(2002)083<0536:UCIIIP>2.0.CO;2
- Ultrasonic calling in 2 species of voles, Microtus pinetorum and M. pennsylvanicus, with different social systems. Journal of Mammalogy 93, 2012; S. 1051–60. doi:10.1644/11-MAMM-A-356.2
- mit M. C. Kalcounis-Rueppell, J. D. Pultorak, and C. A. Marler: Ultrasonic Vocalizations of Young Mice in the Genus Peromyscus. In: S. M. Brudzynski: Handbook of Behavioral Neuroscience. Academic Press, Amsterdam 2018, S. 149–156.

## Belege
1. 1 2 3 4 5  Alicia V. Linzey, Virginia Hayssen: Obituary: Barbara Hibbs Blake (1937–2019). Journal of Mammalogy 101 (2), 8. April 2020; S. 615–619. doi:10.1093/jmammal/gyaa024
2. ↑  Jackson Award Recipients auf der Seite der American Society of Mammalogists, abgerufen am 3. Dezember 2022.

| Personendaten    | Personendaten                                           |
| ---------------- | ------------------------------------------------------- |
| NAME             | Blake, Barbara Hibbs                                    |
| ALTERNATIVNAMEN  | Hibbs, Barbara Jo (Geburtsname)                         |
| KURZBESCHREIBUNG | amerikanische Säugetierforscherin und Hochschullehrerin |
| GEBURTSDATUM     | 6. August 1937                                          |
| GEBURTSORT       | Roseburg, Oregon                                        |
| STERBEDATUM      | 18. August 2019                                         |
| STERBEORT        | Cape Cod, Massachusetts                                 |